# امندینگن (ناحیه)
امندینگن (ناحیه) (به آلمانی: Landkreis Emmendingen) یک ناحیه در آلمان است که در فرایبورگ واقع شده‌است. امندینگن  ۱۵۸٬۱۷۷ نفر جمعیت دارد.